# Селютін Аркадій Михайлович
Аркадій Михайлович Селютін (рос. Аркадий Михайлович Селютин; 11 березня 1925, Отрадна — 5 грудня 2002, Київ) — радянський військовий льотчик, Герой Радянського Союзу, в роки німецько-радянської війни старший льотчик 4-го гвардійського винищувального авіаційного полку 1-ї гвардійської винищувальної авіаційної дивізії військово-повітряних сил Балтійського флоту.

## Біографія
Народився 11 березня 1925 року в станиці Отрадна Краснодарського краю в сім'ї службовця. Росіянин. Член КПРС з 1945 року. Закінчив 10 класів. У Військово-морському флоті з 1941 року. У 1943 році закінчив Єйське військово-морське авіаційне училище. У боях німецько-радянської війни з 1943 року.
У зимових боях 1943 року і навесні 1944 року лейтенант А. М. Селютін в парі зі своїм веденим збили 9 ворожих літаків. До вересня 1944 року гвардії старший лейтенант А. М. Селютін здійснив 222 бойових вильотів, у повітряних боях збив 16 ворожих літаків.
Указом Президії Верховної Ради СРСР від 5 листопада 1944 року за мужність і героїзм, проявлені в повітряних боях з німецько-фашистськими загарбниками гвардії старшому лейтенанту Аркадію Михайловичу Селютіну присвоєно звання Героя Радянського Союзу з врученням ордена Леніна і медалі «Золота Зірка» (№ 5050).
До кінця війни А. М. Селютін виконав 244 успішних бойових вильотів. Провівши десятки повітряних боїв, знищив 18 літаків противника. Після закінчення війни А. М. Селютін продовжив службу в морській авіації. У 1957 закінчив Військово-повітряну академію. З 1967 по 1969 роки — начальник Ставропольського вищого військово-авіаційного училища льотчиків та штурманів.
З 1980 року генерал-майор авіації А. М. Селютін — в запасі. Жив у місті Орджонікідзе, потім у Києві. Працював у народному господарстві.

Могила Аркадія Селютіна

Помер на 78-му році життя 5 грудня 2002 року. Похований в Києві, на Байковому кладовищі (ділянка № 49а).

## Нагороди
Нагороджений орденом Леніна, чотирма орденами Червоного Прапора, орденом Вітчизняної війни 1-го ступеня, двома орденами Червоної Зірки, орденом «За службу Батьківщині у ЗС СРСР» 3-го ступеня, медалями.